# Новиков, Борис Григорьевич
Борис Григорьевич Новиков (15 [28] мая 1909, Перемышль, Калужская губерния — 1986, Киев) — советский биолог, доктор биологических наук.

## Биография
В 1932 г. окончил Московский университет. Защитил докторскую диссертацию «Механизмы развития половых признаков в связи с эволюцией полового диморфизма» (1944 г.). Возглавил в 1944 г. в Университете им. Т. Шевченко (Киев) кафедру анатомии, гистологии и эмбриологии (в настоящее время кафедра цитологии, гистологии и биологии развития). На должности заведующего этой кафедры Борис Григорьевич Новиков пребывал до 1981 г. Одновременно он возглавлял отдел физиологии развития почти до 1986 г.
Декан биологического факультета Университета им. Т. Шевченко с 1965 г. по 1971 г.
Борис Григорьевич Новиков умер в 1986 г., похоронен на Байковом кладбище г. Киева.

## Практическая и научная деятельность
Научные интересы Бориса Григорьевича Новикова формировались под влиянием работ таких всемирно известных ученых, как А. О. Ковалевский, Н. А. Северцов, И. И. Шмальгаузен.
Он читал на биологическом факультете Университета им. Т. Шевченко нормативные курсы: «Общая цитология и гистология», «Биология индивидуального развития», «Общая биология», «Теория эволюции» и спецкурсы: «Биология постэмбрионального развития», «Гистофизиология нейроэндокринной системы», «Цитофизиология». Долгие годы Борис Григорьевич Новиков был членом научно-методического совета Минвуза СССР, председателем секции биологии Минвуза УССР, членом проблемных комиссий по цитологии, генетике, молекулярной биологии. По инициативе Б. Г. Новикова была разработана учебная программа и введен на биологических факультетах университетов нормативный курс «Биология индивидуального развития». Б. Г. Новиков руководил философским семинаром на биологическом факультете.
Начиная с 1959 г., внимание Бориса Григорьевича Новикова привлекли исследования центральных звеньев нейроэндокринной регуляции. В этом же 1959 г. он на базе Института физиологии Киевского университета организовал и возглавил отдел физиологии развития. Б. Г. Новиков содействовал организации исследовательской базы на Жуковом хуторе. В последние годы его работы на кафедре университета изучалось участие нейромедиаторов головного мозга в регуляции функции эндокринных желез.

## Награды
- Звание Заслуженный работник высшей школы УССР
- Два ордена Трудового Красного Знамени
- Медаль «За доблестный труд в Великой Отечественной войне 1941-1945 гг.»